# Nguyễn Văn Hơn
Nguyễn Văn Hơn hay Sáu Hơn (sinh năm 1929 mất tháng 02/2020) là một nhà cách mạng, chính khách Việt Nam. Ông từng giữ nhiều chức vụ như Ủy viên Ban Chấp hành Trung ương Đảng Cộng sản Việt Nam; Chủ tịch Ủy ban nhân dân tỉnh (1977–1982); Bí thư Tỉnh ủy An Giang (1986–1993); Trưởng phái viên Trung ương Đảng và Chính phủ ở các tỉnh Nam Bộ (1994–1997).

## Tiểu sử
Nguyễn Văn Hơn sinh ngày 4 tháng 6 năm 1929 tại xã Hội An, huyện Chợ Mới, tỉnh An Giang.
Ngày 25/8/1945, ông có mặt trong đoàn người bừng bừng khí thế, gậy gộc, giáo mác trong tay, kéo qua Long Xuyên giành chính quyền. Sau Cách mạng tháng Tám ông được phân công làm thư ký Chi bộ xã Hội An.
Tháng 4/1946, ông được kết nạp vào Đảng, tham gia thành lập Chi bộ bí mật xã. Từ năm 1946 - 1948, làm Trưởng đoàn tuyên truyền xung phong huyện Châu Thành, Sa Đéc. Năm 1949, là Bí thư Chi bộ xã Hội An. Năm 1950, là Phó Ban Tuyên huấn Huyện ủy Lai Vung, Sa Đéc.
Từ năm 1951 - 1954, ông làm cán bộ Ban Tuyên huấn Tỉnh ủy Long Châu Sa, rồi Phó Ban Tuyên huấn Huyện ủy Lai Vung, phụ trách 6 xã vùng yếu huyện Lấp Vò.
Sau Hiệp định Genève, ông được phân công ở lại bám trụ, làm Phó Bí thư Huyện ủy Lấp Vò. Năm 1957, là Phó Bí thư Thị xã ủy Long Xuyên, rồi Tỉnh ủy viên, phụ trách Trường Đảng tỉnh An Giang (1958), Bí thư Liên huyện Châu Thành - Núi Sập (1960), trực tiếp chỉ đạo phong trào đồng khởi ở đây.
Từ năm 1960, ông công tác quân sự, là Tỉnh ủy viên, Tỉnh đội phó, rồi Phó Chính trị viên Tỉnh đội kiêm Chính trị viên Tiểu đoàn 512 của tỉnh. Đến trước ngày miền Nam hoàn toàn giải phóng năm 1975, ông là Phó Bí thư Tỉnh ủy Long Châu Tiền kiêm Chính trị viên Tỉnh đội với quân hàm Trung tá.
Năm 1965 - 1966, ông được cử đi đào tạo quân sự ở Trung ương Cục miền Nam.
Sau ngày giải phóng miền Nam thống nhất đất nước, ông lần lượt đảm nhận các chức vụ: Ủy viên Thường vụ Tỉnh ủy, Phó Chủ tịch Ủy ban nhân dân tỉnh, Chủ tịch Ủy ban nhân dân tỉnh An Giang (1977 - 1982); Ủy viên Trung ương Đảng, Thứ trưởng Bộ Nông nghiệp (1982 - 1986); Bí thư Tỉnh ủy An Giang (1986 - 1993); Trưởng phái viên Trung ương Đảng và Chính phủ ở các tỉnh Nam Bộ (1994 - 1997).
Năm 1997, ông nghỉ hưu. Sau đó ông đảm nhận chức vụ Chủ tịch Hội cựu chiến binh tỉnh An Giang, đồng thời là Ủy viên Ban Thường vụ Hội Cựu chiến binh Việt Nam.

## Khen thưởng
Nguyễn Văn Hơn đã được Đảng và Nhà nước khen thưởng:
- 2 Huân chương Chiến sĩ giải phóng;
- 3 Huân chương Chiến công hạng Ba.
- 1 Huân chương Quân công hạng Ba.
- 2 Huân chương Kháng chiến hạng Nhất và hạng Ba;
- 1 Huân chương Độc lập hạng Nhất;
- 1 Huân chương Lao động hạng Nhất.